# كوشيتسه III
كوشيتسه III (بالسلوفاكية: Košice III)‏ هو حي في مدينة كوشيتسه، بسلوفاكيا. تبلغ المساحة التقريبية للحي 16,9كم² في حين يبلغ تعداد سكان الحي ما يقرب من 29,953 بحسب إحصاء العام 2007. أما كثافة السكان فتصل إلى 1772,37 كم². يتشكل حي كوشيتسه III من بلديتين سيدليسكو دارغوفسكيخ هردينوف (بالسلوفاكية: Dargovských hrdinov)‏, كوشيتسه نوفا فس (بالسلوفاكية: Košická Nová Ves)‏.

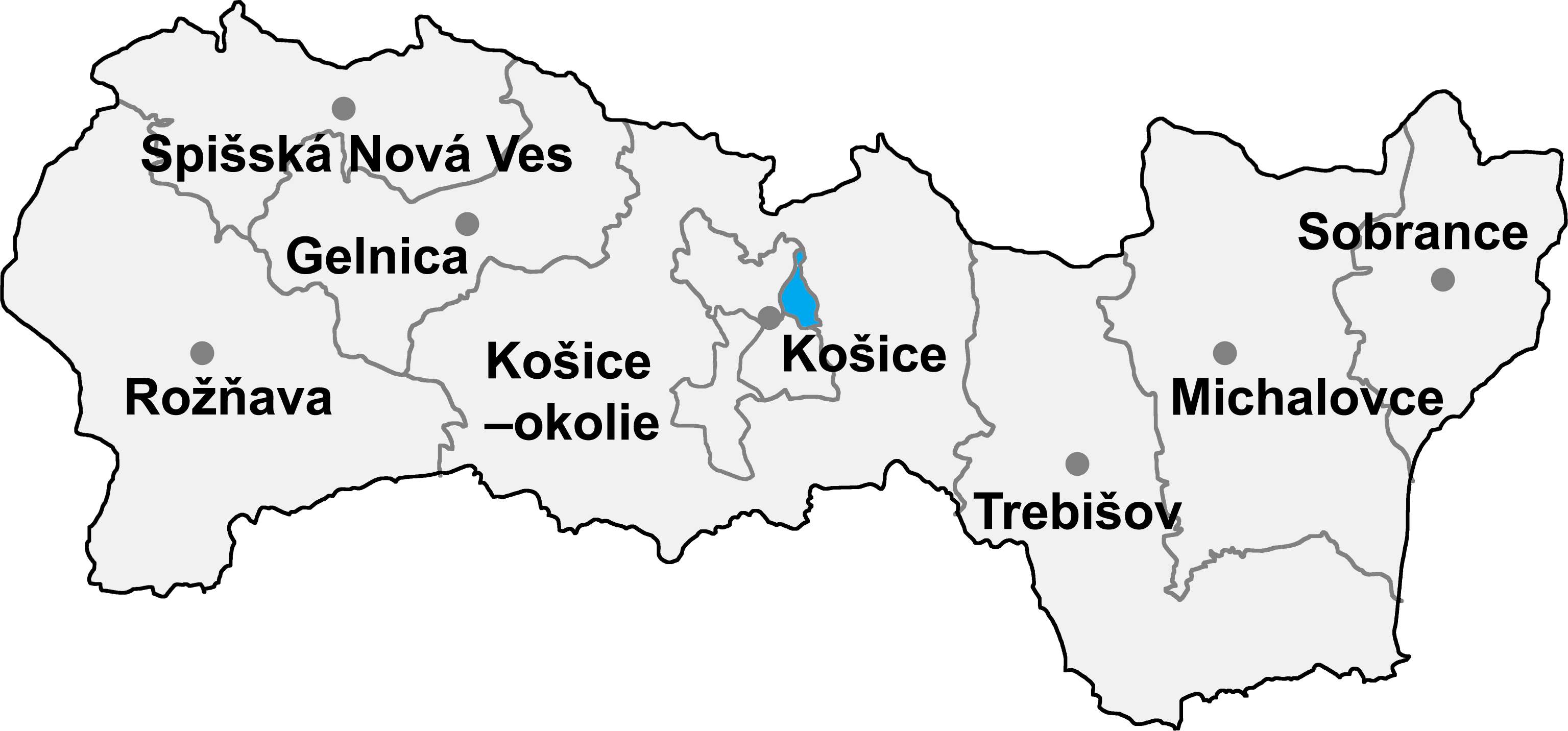
موقع حي كوشيتسهIII في إقليم كوشيتسه